# Iglesia de Cristián (Copenhague)

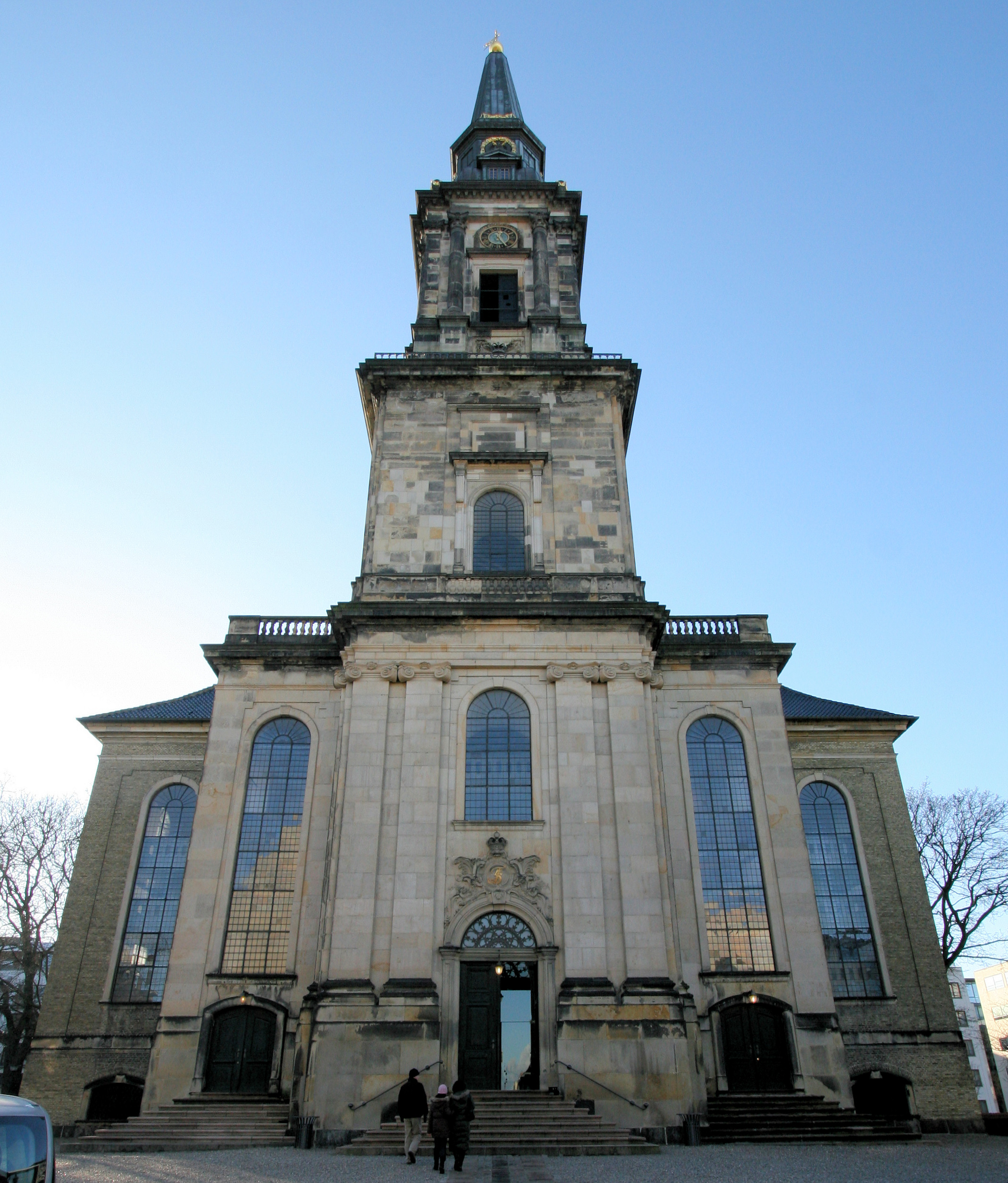
Escorzo de la fachada

La iglesia de Cristián (en danés, Christians kirke) es una iglesia rococó en el distrito de Christianshavn, en Copenhague, Dinamarca. Fue construida entre 1754 y 1759 por el arquitecto Nicolai Eigtved.
Su nombre original fue iglesia alemana de Federico, debido a que fue fundada por Federico V para servir de templo a la comunidad alemana de Christianshavn. Tuvo esa función hasta 1886. Desde 1901 es una parroquia de la Iglesia de Dinamarca y ese mismo año cambió oficialmente su nombre, en honor de Cristián IV, fundador de Christianshavn en 1611. También es conocida popularmente como "la iglesia de la lotería" y la "iglesia teatro".
Entre sus particularidades, la iglesia es más ancha que larga; el altar, el púlpito y el órgano se encuentran en un mismo punto, y su disposición interior recuerda la de un teatro.